# Giorgio Cavedon
Giorgio Cavedon (* 17. Dezember 1930 in Brescia; † Oktober 2001) war ein italienischer Comicautor, Drehbuchautor und Filmregisseur.

## Leben
Cavedon erschuf als Comicautor bekannte Figuren der Fumetti wie Lucifera, Zordon und vor allem Isabella de Frissac; er gilt als Begründer der Sexy-Hard-Comics für Erwachsene, die zunächst erotischen, später auch pornografischen Inhalt transportierten. 1970 gründete er mit Renzo Barbieri den Verlag Elvifrance. Beim Film wirkte Cavedon in den 1960er Jahren als Regieassistent, schrieb 1969 das Drehbuch zu Bruno Corbuccis Isabella, duchessa dei diavoli und inszenierte ein Jahrzehnt später seinen einzigen Film, Ombre.
Von 1949 bis 1973 war Cavedon auch als Jazzmusiker tätig.

## Filmografie
- 1960: Insel der weißen Wasser (Scana Boa) (Drehbuch)
- 1969: Isabella – Mit blanker Brust und spitzem Degen (Isabella, duchessa dei diavoli) (Drehbuch)
- 1979: Ombre (Regie, Drehbuch)